# ФК Победа
ФК „Победа“ е футболен отбор от град Прилеп, Северна Македония. Клубът играе мачовете си на стадион „Гоце Делчев“.
Отборът е основан през 1941 като „Гоце Делчев“, Прилеп, а сегашното си име получава през 1950 г. Най-големи успехи на „Победа“ са спечелването на шампионата на страната през 2004 и купата на Македония през 2002 г. Тимът участва в Интертото през 2005 г.

## Трофеи
- Македония Първа Лига
  - Шампион: 2003/2004, 2006/2007
  - Вицешампион: 1996/1997, 1999/2000
  - Трето място: 1998/1999, 2000/2001, 2002/2003, 2004/2005
- Купа на Македония
  - Носител: 2001/2002
  - Финалист: 1999/2000, 2006/2007